# Дрокино
Дрокино — село в Емельяновском районе Красноярского края. Входит в состав Солонцовского сельсовета.

## География
Село находится в центральной части края, в пределах подтаёжно-лесостепного района лесостепной зоны, на правом берегу реки Качи, на расстоянии приблизительно 4 километров (по прямой) к юго-юго-востоку (SSE) от посёлка городского типа Емельяново, административного центра района. Абсолютная высота — 171 метр над уровнем моря.
Климат
Климат характеризуется как континентальный, с продолжительной морозной зимой и коротким тёплым летом. Средняя температура воздуха самого тёплого месяца (июля) составляет 19 °C (абсолютный максимум — 38 °C); самого холодного (января) — −16 °C (абсолютный минимум — −53 °C). Продолжительность безморозного периода составляет в среднем 95 — 115 дней. Среднегодовое количество атмосферных осадков составляет 430—680 мм, из которых большая часть выпадает в летний период.

## История
Основано в 1825 году. По данным 1926 года имелось 126 хозяйств и проживало 700 человек (345 мужчин и 355 женщин). В национальном составе населения того периода преобладали русские. Функционировали школа I ступени и лавка общества поторебителей. В административном отношении являлось центром Дрокинского сельсовета Красноярского района Красноярского округа Сибирского края.

## Население
| 2010 |
| ---- |
| 1334 |

Половой состав
По данным Всероссийской переписи населения 2010 года в гендерной структуре населения мужчины составляли 50,1 %, женщины — соответственно 49,9 %.
Национальный состав
Согласно результатам переписи 2002 года, в национальной структуре населения русские составляли 92 % из 906 чел.